# Крушение поезда в Хуаляне (2021)
Крушение поезда в Хуаляне — железнодорожная катастрофа, произошедшая в уезде Хуалянь Китайской Республики, на Тайване 2 апреля 2021 года.
Это самое тяжёлое железнодорожное происшествие на острове с 1948 года, когда в результате пожара на железнодорожном мосту через реку Синьдянь погиб 21 человек и ещё 43 пропали без вести. Предыдущая крупная авария произошла в 2018 году, когда в Илане погибли 18 человек.

## Инцидент
|           | Страны/территории    | Погибшие | Пострадавшие |
| Машинисты | Китайская Республика | 2        | 1            |
| Пассажиры | Китайская Республика | 44       | 193          |
| Пассажиры | США                  | 2        | -            |
| Пассажиры | Франция              | 1        | -            |
| Пассажиры | Япония               | -        | 2            |
| Пассажиры | Австралия            | -        | 2            |
| Пассажиры | Макао                | -        | 1            |
| Пассажиры | Китай                | -        | 1            |
| Всего     | Всего                | 49       | 200          |

Восьмивагонный пассажирский поезд «Тароко-экспресс» столкнулся с автомобильным краном и сошёл с рельсов на въезде в туннель в горной местности. В поезде на популярном туристическом маршруте находилось около 490 пассажиров. Погибло 50 человек: 48 пассажиров, машинист и помощник машиниста, 146 человек получили ранения.
Поезд-экспресс следовал из Тайбэя в Тайдун, в нём было множество туристов и возвращавшихся домой навестить родственников и посетить могилы умерших близких в первый день четырёхдневных выходных по случаю праздника Цинмина. Железнодорожный туннель находится в непосредственной близости от национального парка Тароко. В результате столкновения вагоны № 1 и № 2 сошли с рельсов, заблокировав вагоны № 3—8 внутри туннеля. Головной вагон № 8 был разрушен полностью, остальные примыкающие к нему вагоны также были сильно деформированы. По словам одного из проводников, машинист Юань перед гибелью успел применить кран машиниста для экстренного торможения.

## Причины катастрофы
Предположительно, поезд столкнулся с автомобильным краном, сорвавшимся со склона. Водителя в автокране на момент столкновения не было. Автомобильный кран был, вероятно, неправильно припаркован на склоне и скатился с него на железнодорожные рельсы. Водитель автокрана, 45-летний Ли, был задержан полицией для выяснения обстоятельств. Ли был владельцем одной из строительных компаний, занимавшейся строительством туннеля в противоположном, северном направлении.

## Спасательная операция
До прибытия спасателей, пассажиры самостоятельно выбирались через окна вагонов. На спасение людей были направлены более 150 человек — как сотрудников поисково-спасательных служб, так и военных. Спасатели вывели более 100 человек из вагонов № 1—4, спасение людей из вагонов № 5—8 было осложнено сильным повреждением вагонов внутри туннеля в результате ударов о стены. Наибольшее число погибших и пострадавших находилось в вагонах № 5—8. Более 70 человек оказались заблокированы внутри вагонов в туннеле на несколько часов, к 16 часам были высвобождены последние 2 пассажира.

### Комментарии
1. ↑  Train conductor[6]